# Autobus de transport en commun GM « old-look »
 (février 2025).
Le bus de transport en commun GM « old-look » fut un modèle de bus de transport en commun lancé en 1940 par Yellow Coach avec la production inaugurale du modèle TG-3201. Yellow Coach, initialement un fabricant indépendant, devint ultérieurement une filiale de General Motors (GM), avant d'être entièrement acquise en 1943 et fusionnée avec la division GM Truck pour former la division GM Truck & Coach. L'emblème Yellow Coach fut remplacé par le logo GM en 1944. La production de la plupart des modèles « à l'ancienne » prit fin avec l'introduction du bus GM New-Look en 1959, bien que certains modèles plus compacts aient continué à être fabriqués jusqu'en 1969. Durant les 29 années de production, environ 38 000 bus « à l'ancienne » furent construits. Le terme « ancien look » est un néologisme non officiel utilisé pour désigner cette série de bus GM après l'avènement de la série GM New-Look.

## Conception
Le bus GM « old-look » se caractérisait par une apparence simplifiée, rappelant le tramway PCC, avec une forme semblable à une miche de pain de mie et des fenêtres de taille réduite par rapport aux modèles de bus plus modernes apparus après les années 1950. Contrairement à la plupart des autobus précédents, ce modèle de GM adoptait une conception monocoque plutôt qu'une conception à carrosserie sur châssis. Il a joué un rôle crucial dans la transition des autobus à essence vers les autobus à moteur diesel. La majorité de ces autobus « à l'ancienne » étaient équipés du moteur diesel six cylindres en ligne Detroit Diesel 6-71. Cependant, les modèles plus courts étaient propulsés par le Detroit Diesel 4-71, une version à quatre cylindres du même moteur diesel, et certains autobus étaient également équipés de moteurs à essence.
Les véhicules étaient disponibles avec des transmissions manuelles et automatiques. Avant l'année 1948, la transmission automatique était assurée par la transmission à deux vitesses à entraînement angulaire Spicer. Après cette année, la transmission Allison V-drive à deux vitesses a été préférée. Entre 1940 et 1942, un nombre limité d'autobus ont été équipés de systèmes de propulsion électrique plutôt que de transmissions conventionnelles.
Le style ancien de bus était disponible dans différentes longueurs, allant de 7,62 à 12,65 mètres, bien que les tailles les plus répandues fussent de 10,668 mètres et 12,192 mètres. La largeur standard de la plupart de ces bus anciens était de 2,4384 mètres, mais des modèles de 2,6 mètres de large étaient disponibles à partir de 1948.
En 1946, General Motors a initié le déploiement de son système de chauffage et de ventilation Thermo-matic. En 1952, la société a commencé la production de modèles de banlieue, caractérisés par des vitres passagers agrandies, des sièges à dossier haut orientés vers l'avant, ainsi que la disponibilité en option de porte-bagages. À partir de 1953, la suspension pneumatique est devenue standard sur tous les modèles d'autobus, à l'exception des plus compacts. En 1958, l'option de climatisation a été ajoutée.
En 1959, General Motors a dévoilé son autocar New-Look arborant une caractéristique remarquable : la vitre avant de style "fishbowl". À la suite de cette innovation, la production des anciens modèles d'autocars a été interrompue, à l'exception des modèles de deuxième génération, comprenant les TGH-3102 de 8,5344 m  qui ont été produits jusqu'en 1963, et les modèles 35xx de 9,144 m qui ont continué à être construits jusqu'en 1969.

### Turbo-Cruiser I
La division de recherche de General Motors, General Motors Research, a élaboré le GT-300, un moteur à turbine à gaz sans régénération, et l'a intégré dans un modèle de bus conventionnel TDH-4512 en 1953, rebaptisé par la suite "Turbo-Cruiser",. Ce moteur produisait une puissance de sortie de 370 ch (280 kW), soit presque le double de celle du moteur à pistons d'origine, tout en pesant seulement 352 kg, soit 680 kg de moins que le moteur d'origine. Cependant, le GT-300 présentait une consommation spécifique de carburant de 1,63 lb/h p·h,environ le double de celle d'un moteur diesel comparable. Pour améliorer cette caractéristique, le modèle GT-304 suivant a été équipé d'un régénérateur, réduisant ainsi la consommation de carburant à 0,77 lb/hp·h. À l'époque, WA Turunen, responsable de la recherche sur les turbines à gaz chez GM, identifiait la consommation élevée de carburant, le décalage d'accélération et le manque de freinage moteur comme les principaux défauts du GT-300. Par la suite, le moteur à turbine à gaz de GM a été plus largement reconnu pour son montage sur le concept-car Firebird I/XP-21 en 1954.
Dans les années 1960, une série de nouveaux autobus, appelés "Turbo-Cruiser", a été développée en utilisant comme base les autobus New Look. Parmi ceux-ci, le châssis TDH-4512/0002 a été désigné sous le nom de "Turbo-Cruiser I". Ce véhicule a été converti pour fonctionner au diesel et vendu à Martin Lines en 1963,.

## Versions soviétiques

### ZIS-154

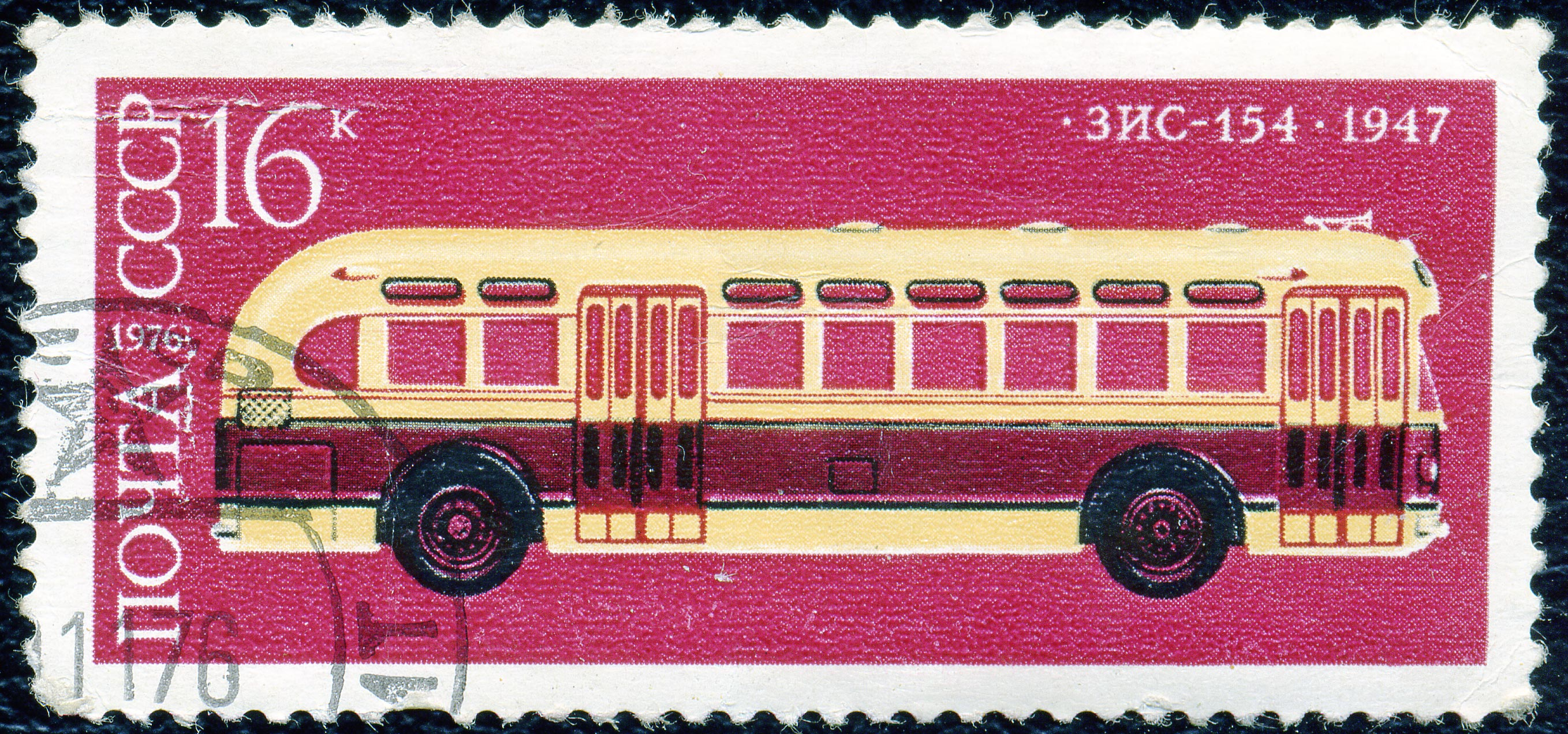
Un timbre soviétique de 16 kopek émis en 1976 représentant un bus ZIS-154.

Après la Seconde Guerre mondiale, les municipalités de l'Union soviétique exprimèrent le besoin d'acquérir des autobus modernes pour répondre à leurs besoins en transport. Dans ce contexte, un accord fut établi pour la construction sous licence du modèle TDH-3610 de General Motors, équipé d'une propulsion diesel-électrique, similaire à celle utilisée pour les modèles TDE-40xx. La production de ces autobus fut confiée à l'usine ZIS (Zavod imeni Stalina, littéralement Usine nommée d'après Staline), où ils reçurent le numéro de modèle 154. Initialement, le ZIS-154 fut équipé d'un moteur diesel Yaroslavl YaAZ-204 produit localement. Cependant, des problèmes d'approvisionnement amenèrent ZIS à adopter le moteur Detroit Diesel 6-71, également construit sous licence. Malheureusement, des problèmes de fiabilité persistants concernant les composants de la transmission conduisirent à l'arrêt prématuré de la production du ZIS-154, après seulement un peu plus de quatre ans et la fabrication de 1 165 unités.
Dans diverses localités, ces véhicules furent désignés sous le surnom de « l'éclair », ce terme étant attribué en raison de leur capacité à accélérer rapidement grâce à leur moteur diesel-électrique.
| Production du ZIS-154 | Production du ZIS-154 | Production du ZIS-154 | Production du ZIS-154 | Production du ZIS-154 | Production du ZIS-154 | Production du ZIS-154 |
| --------------------- | --------------------- | --------------------- | --------------------- | --------------------- | --------------------- | --------------------- |
| Année                 | 1946                  | 1947                  | 1948                  | 1949                  | 1950                  | Total                 |
| Quantité              | 1                     | 80                    | 404                   | 472                   | 207                   | 1 165                 |

### ZIS-155

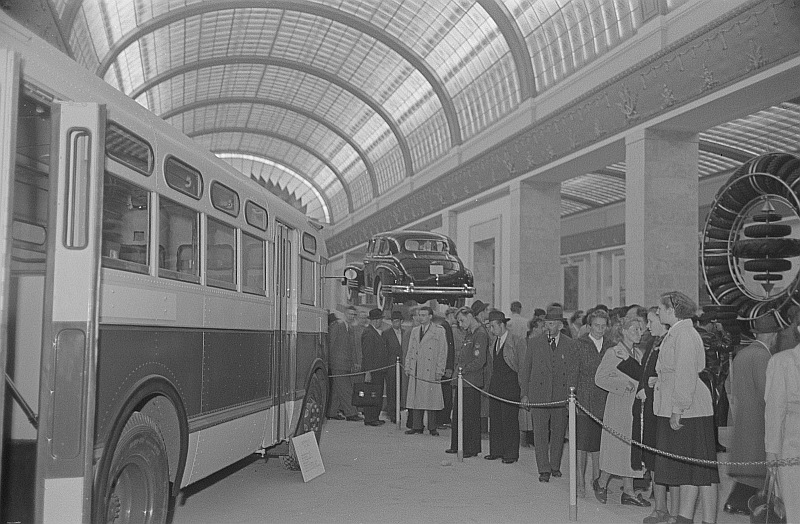
"Visiteurs sur un stand avec un véhicule à moteur dans la salle d'exposition soviétique (Pavillon soviétique), [parfois] entre le 7 septembre et le 17 septembre 1952". Deutsche Fotothèque

Pour pallier les difficultés rencontrées avec le modèle ZIS-154, le ZIS-155, bien que technologiquement moins avancé, fut développé. En 1949, les ateliers centraux de réparation automobile de Moscou (ЦАРМ : Центральные авторемонтные мастерские) entreprirent la fabrication d'une série de carrosseries ZIS-154 raccourcies, adaptées sur des châssis de camion ZIS-150 modifiés. Des indications suggèrent que les prototypes "de Moscou" arboraient des carénages sur les roues arrière, une découpe de roue avant plus esthétique, ainsi qu'un radiateur agrandi. Ces prototypes rencontrèrent le succès, menant ainsi à une production à grande échelle initiée chez ZIS.
La principale distinction entre le ZIS-154 et le ZIS-155 résidait dans la disposition des portes : tandis que le ZIS-155 était équipé d'un moteur situé à l'avant, les portes étaient positionnées à l'arrière des essieux. Une cloison séparait entièrement le compartiment conducteur de la zone passagers, ce qui impliquait l'emploi de deux personnes pour la conduite des bus, avec une entrée à l'arrière et une sortie à l'avant. Le modèle 154 étÀait construit selon une architecture monocoque, tandis que le 155 adoptait une carrosserie montée sur châssis.
Le ZIS-155, bus urbain standard de l'Union soviétique dans les années 1950, a été largement exporté vers d'autres pays du bloc de l'Est. Des données historiques attestent de son utilisation à Varsovie, Berlin, Oulan-Bator et Pékin. Une variante longue distance, capable d'accueillir jusqu'à douze passagers, a également été produite. À Moscou, quelques unités retirées du service ont été converties en remorques, mais cette initiative s'est avérée peu fructueuse. Le ZIS-155 était critiqué pour sa sous-puissance, ce qui lui posait des difficultés à tracter une remorque pleinement chargée.
À partir de 1955, le ZIS-155 a été équipé d'un alternateur à la place d'un générateur, marquant ainsi le premier bus soviétique à bénéficier de cette mise à niveau. À la suite du début de la déstalinisation en 1956, sous la direction de Khrouchtchev, l'usine ZIS a été renommée en 1956 Zavod Imeni Likhacheva (ZIL), en hommage à son ancien directeur, Ivan Alekseevich Likhachev. Par conséquent, les modèles 155 fabriqués ultérieurement ont été désignés comme ZIL-155.